# Bernard Quaritch

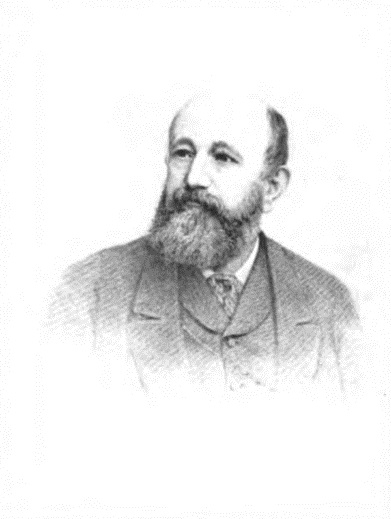
Bernard Quaritch (ohne Jahr)

Bernard Quaritch (* 23. April 1819 in Worbis; † 17. Dezember 1899 in Hampstead) war ein englischer Buchhändler und Antiquar deutscher Abstammung.

## Leben
Bernhard Quaritsch wurde 1819 als Sohn eines preußischen Militärbeamten in Worbis, das damals zur preußischen Provinz Sachsen gehörte, geboren. Er verlor frühzeitig den Vater, machte eine Lehre in der Buchhandlung von Wilhelm Koehne in Nordhausen und arbeitete dann als Gehilfe in der Verlagshandlung von Carl J. Klemann in Berlin. 1842 zog er nach London, wo er bei dem Buchhändler und Antiquare, Henry George Bohn (1796–1884), eine Stelle fand. In den Jahren 1844 und 1845 arbeitete er in Paris bei dem namhaften französischen Buchhändler Théophile Barrois. Nach London zurückgekehrt, war er weitere zwei Jahre bei Bohn tätig und eröffnete im April 1847 mit einem Startkapital von £10 eine eigene Buchhandlung in der Castle Street, nahe dem Leicester Square. Noch im selben Jahr nahm er auch die britische Staatsbürgerschaft an. Ab dem Jahre 1848 brachte er seinen monatlichen Catalogue of Foreign and English Books heraus, ab etwa 1858 begann er mit dem Ankauf seltener Bücher. Eine seiner ersten Erwerbungen war ein Exemplar der Gutenberg-Bibel; innerhalb der nächsten vierzig Jahre sollten nicht weniger als sechs Exemplare dieses Werks durch seine Hände gehen.
Im Jahre 1860 verlegte er den Firmensitz nach Piccadilly. 1873 veröffentlichte er die Bibliotheca Xylographica, Typographica et Palaeographica, einen wichtigen Katalog früherer Druckwerke aller Länder. Regelmäßig kaufte er bei den wichtigen Buchversteigerungen in Europa und Amerika und druckte periodisch weitere Buchkataloge. Unter diesen sind hervorzuheben der Supplemental Catalogue (1877) sowie sein gewaltiger Lagerkatalog von 1880, der über 2000 Seiten umfasste. Sein letzter vollständiger Lagerkatalog erschien 1887 bis 1888 in sieben Bänden unter dem Titel General Catalogue of Old Books and Manuscripts (spätere Supplemente ließen die Reihe auf zwölf Bände anwachsen). Alle diese Kataloge sind von bleibendem Wert für den Bibliographen. Um die Jahrhundertwende durfte Quaritch als größtes Antiquariatsunternehmen der Welt gelten.
Zu den von Quaritch selbst verlegten Werken zählte auch Edward Fitzgeralds einflussreiche Übersetzung der Robai'yat des Omar Chajjam. Er wirkte auch als Agent der Veröffentlichungen des British Museum und der Society of Antiquaries of London. Er starb in Hampstead (London). Sein Unternehmen, das er seinem Sohn weitervererbte, existiert bis zum heutigen Tage unter dem Namen Bernard Quaritch Ltd. .
Sein Enkel Horace Geoffrey Quaritch Wales war Orientalist und von 1939 bis 1971 für Bernard Quaritch Ltd. tätig.